# パチスロパニック7
『パチスロパニック7』（パチスロパニックセブン）は、白夜書房→ガイドワークスが発行する日本の漫画雑誌。
同誌の関連誌である『別冊パチスロパニック7』（べっさつパチスロパニックセブン）、『パニック7ゴールド』（パニックセブンゴールド）についても本記事で述べる。

## 概要
3誌ともパチスロ漫画誌。1998年に小役回収打法（DDT打法、KKK打法とも呼ぶ）・CT機によるパチスロ人気により『パチスロパニック7』が創刊された。さらに完全告知マシン・沖スロが高齢者や初心者を中心に人気を集め、大量獲得機・AT機ブームによるパチスロ熱の高まりで2000年に『別冊パチスロパニック7』、2002年に『パニック7ゴールド』が相次いで創刊された。2003年に登場した北斗の拳(サミー)、吉宗(大都技研)の大ヒットによる最盛期の発行部数は45万部だったが5号機導入に伴って4号機が一掃された2007年10月以降、ユーザーのパチスロ離れより徐々に発行部数が落ち込み現在は30万部。
前述の通り最近はパチスロの人気低迷のため、パチンコ関連の話題も取り扱うことが増えている。また巻頭・巻末には新機種情報や攻略コラムなども掲載される。発行元が同じ『パチスロ必勝ガイド』で記事を執筆するライターが漫画に登場することも多い。冠であるパニック7の名付け親は「沖ヒカル」である。発売日・発行部数等の概要は以下の通り。ほぼ10日おきに雑誌が発売され、また雑誌の内容も相互に連携しているため、実質的には週刊誌のような格好になっている。毎年年末年始には3誌ぶち抜きで「大アドリブ祭り」と題した連続作品が掲載される（詳しくはアドリブ店長を参照）。
- パチスロパニック7
1998年11月創刊。毎月7日発売。発行部数は30万部。
- 別冊パチスロパニック7
2000年10月創刊。毎月26日発売。発行部数は30万部。
- パニック7ゴールド
2002年8月創刊。毎月17日発売。発行部数は30万部。1990年創刊の『パチンカーワールド』が休刊、後継誌として創刊。

なお2012年に発生した白夜書房の関連会社における不祥事（詳細は白夜書房#事件を参照）の影響から、同年4月に新会社として株式会社ガイドワークスが設立されたことに伴い、本誌も『パチスロ必勝ガイド』等と共に発行元を同社に移管することになった。またこれに伴い携帯サイト「パニック7モバイル」も同年4月15日付で閉鎖されている。
2022年10月6日発売号をもって休刊。紙媒体の衰退化などによりDVD付録、女性ライターを表紙に大きく起用するなど試行錯誤するも部数回復には至らなかったと報道される。ゴールド、別冊については継続される。

## 連載作品
パチスロパニック7
- G（監修：木村魚拓、作画：向山正洋）
- MOTHER（あかいこうじ）
- 五つ星の試打会（仲居ゆかり）
- ジャグラーさん（白金らんぷ）
- ザ・マッドパチスロブラザーズ7X（原案：アニかつ&ガル憎、作画：藤丸あらた）
- パチスロであった全部旨い話Z（村上真裕）
- パチスロで家族を養う男（星野誠一）
- パチラッチ（監修：佐藤金蔵、作画：塚原洋一）
- ホール営業日誌（原案：堂本隆章、作画：ムラマツヒロキ）
- マイダス王の指（すずき寿ひさ）
- やったる!!川岸漫太郎（ケツノ少年）
- 青龍寺（あかつきけいいち）
- 万枚くん（サマンサ三吉）
- 回胴風雲児（原作：源田サトシ　作画：森遊作）

別冊パチスロパニック7 
- D-TYPE（監修：2番セカンド近田、作画：藤丸あらた）
- キュイン倶楽部（原作：沖ヒカル、作画：あかいこうじ）
- コンドル（村上真裕）
- パチスロシマスター（グラサン師匠）
- 山葵頭脳（監修：ワサビ、作画：モリ淳史）
- パチスロであった全部旨い話Z（村上真裕）
- パチスロで家族を養う男（星野誠一）
- パチスロひとり旅（原作：名波誠、作画：奥田渓竜）
- ペナせん（原作：清田金八、作画：ジェントルメン中村）
- ヘルメットの中身（攻略提供：ヘルメットたけし&ヘルメットとおる、作画：モリ淳史）
- ホール営業日誌（原案：堂本隆章、作画：ムラマツヒロキ）
- こねこ店長（目黒川うな）
- 上乗せ奥さま（堀道広）
- 超アドリブ王子（あかつきけいいち）
- 万枚くん（サマンサ三吉）
- 惑星ゴトロニ（監修：ゴトロニ、作画：尾崎弘）
- チャリン娘チエ（あきは@）
- 回胴風雲児（原案：源田サトシ　作画：森遊作）

パニック7ゴールド
- Mスロ（原作提供：サワ・ミオリ、作画：七瀬あゆむ）
- VaccA～猛牛マリー～（目黒川うな）
- アドリブ店長R（あかつきけいいち）※『パチンカーワールド』（廃刊）→『パチスロパニック7』から移籍
- パチスロシマスター（グラサン師匠）
- パチスロであった全部旨い話Z（村上真裕）
- ホール営業日誌（原案：堂本隆章、作画：ムラマツヒロキ）
- モッちゃん（尾上龍太郎）※『パチスロパニック7』から移籍
- 大阪いてまえスロッター 万枚くん（サマンサ三吉）
- 傾いてテンパイ（赤坂テンパイ）
- 坂本タクマの実戦株入門（坂本タクマ）
- 世界の隅で（原案：成井昭人、作画：オーチス高田）
- 漂流者ういち（あかいこうじ）

## 過去の連載作品
パチスロパニック7 
- イカレポンチ（監修：ういち、作画：グラサン夫人）
- ヴァージンパチスロセカンド（浜口乃理子）
- ケツノ・レポート（ケツノ少年）
- コーヒーガール（仲居ゆかり）
- スーパーニート（尾上龍太郎）
- スロッター鉄（岡村茂）
- ハッピークリティカル（白金らんぷ）
- パチスロ115番街（奥田渓竜）
- パチスロ十箇条（新井田波彦）
- パチスロダイオヘッド（モリ淳史）
- パチスロ男爵（ジェントルメン中村）
- バニラリルラ（セキヨウコ）
- フラグのジョー（沖圭一郎）
- ペチ吉っつぁん（サマンサ三吉）
- ワイルドタッチ（たかもちげん）
- う゛ぁーじんパチスロ（浜口乃理子）
- 設定1000

別冊パチスロパニック7
- オニオン
- キラークイーン（監修：らっきょ、作画：天野なすの）
- サマンサ三吉の夫婦炎満帖（サマンサ三吉）
- シノギ（藤丸あらた）
- スーパーニート（尾上龍太郎）
- スロプーダボハゼ課長（堀道広）
- スロレンジャー外伝（岡村茂）
- スロ超（ムラマツヒロキ）
- スロ無茶三塁打（監修：ポロリ、作画：グラサン師匠）
- パチスロダイオヘッドSUPER（モリ淳史）
- がんたれスロッター九州男（黒木義文）
- 或るハナビの一生（あかいこうじ）
- 壱確小説家
- 新しい変態（尾崎弘）
- 沖スロ常勝ハリケーン（あかいこうじ）
- 鬼嫁式パチスロ必勝法（原作：カズマ、作画：堀口純男）
- 取りこぼしはそよ風のように（ニシムラマコジ）
- 爆裂都市（張慶二郎）
- 百万回転日記（グラサン師匠）
- 珍しい天体（尾崎弘）

パニック7ゴールド
- アドリブオフサイド（あかつきけいいち）
- アドリブ王子くん（あかつきけいいち）
- イカレポンチ（監修：ういち、作画：グラサン夫人）
- スーパーニート（尾上龍太郎）
- スロ無茶ポテンヒット（監修：ポロリ、作画：グラサン師匠）
- ダイオヘッドスペシャル（モリ淳史）
- ダイナマイト○○（信州・北関東・九州）シリーズ（ダイナマイト信州とその一族）
- パチスロバカップル（七瀬あゆむ）※2010年実写化（Vシネマ作品）
- パチスロひとり旅GOLD（原作：名波誠、作画：奥田渓竜）
- パチスロひとり旅ホームレス（原作：名波誠、作画：奥田渓竜）
- パチスロ西遊記（監修：ライス沖山、作画：グラサン師匠）
- パチラッチ・ダメラッチ（塚原洋一）※パチラッチのサイドストーリー
- ハッピークリティカル（白金らんぷ）
- 池袋第七女子寮（七瀬あゆむ）
- きみとフェロモン（七瀬あゆむ）
- 太陽ギア ロウアウトロウ（奥田渓竜）
- 東京チェリー（監修：相馬ルイ、作画：七瀬あゆむ）
- 哀しみ本線ブルーダイヤ（監修：川崎ぶら、作画：ほりのぶゆき）
- 旅愁マスク観光系（ほりのぶゆき）
  - 旅愁マスク観光系 - マンガ図書館Z（外部リンク）
- 百万回転日記（グラサン師匠）

## 関連誌
- 『パチスロ必勝ガイド』 - パチスロ攻略誌。毎月29日発売。
- 『パチスロ必勝ガイドMAX』 - パチスロ攻略誌。毎月14日発売。